# Rhonda Fleming
Rhonda Fleming, nome artístico de Marilyn Louis (Hollywood, 10 de agosto de 1923 – Santa Mônica, 14 de outubro de 2020), foi uma atriz e cantora norte-americana.

## Vida e carreira
Famosa mais pela beleza que pelos dotes artísticos, batizada pela mídia da época como a "rainha do Technicolor", "uma das figuras mais marcantes dos chamados filmes de ação e aventura", impossível de ser mal fotografada, segundo um cameraman, Rhonda Fleming era dona de fulgurantes cabelos vermelhos que emolduravam um rosto perfeito e fizeram dela uma das atrizes mais bonitas de seu tempo. Nascida e criada em Hollywood, no seio de uma família envolvida com teatro, estreou no cinema como dançarina não creditada no faroeste In Old Oklahoma (1943), quando ainda estudava no colegial. Seu nome apareceria nas telas pela primeira vez dois anos depois, como a ninfomaníaca de Spellbound (1945), suspense de Alfred Hitchcock.
Rhonda esteve sob contrato na Paramount entre 1947 e 1957 e são deste período alguns de seus filmes mais representativos, como o musical baseado na obra de Mark Twain A Connecticut Yankee in King Arthur's Court (1949), com Bing Crosby, The Buster Keaton Story (1957), pseudo-biografia do grande comediante, ao lado de Donald O'Connor e os dois principais faroestes dos treze que coestrelou, Pony Express (1953), com Charlton Heston e Gunfight at the O.K. Corral, com Burt Lancaster e Kirk Douglas. Outros filmes importantes incluem os noir The Spiral Staircase (1946), Out of the Past (1947) e While the City Sleeps (1956), todos feitos na RKO Radio Pictures.
A partir dos anos 1960 apareceu com frequência na televisão, onde atuou em telefilmes e em séries como Death Valley Days, Wagon Train, Burke's Law e McMillan & Wife. Sua última aparição na tela grande foi em The Nude Bomb (1980), o primeiro longa-metragem de Maxwell Smart (Don Adams), o atrapalhado agente da consagrada série Get Smart. Em 1990, já aposentada, esteve ao lado de Robert Mitchum em Waiting for the Wind, uma pequena história com mensagem cristã.
Além da atividade diante das câmeras, Rhonda também apresentou-se na Broadway e excursionou como cantora por várias cidades. Lançou um LP, Rhonda (1958), com sucessos da época e standards da canção norte-americana.. Em 2008, lançou o CD Rhonda Sings Just for You, com remasterizações de músicas cantadas por ela em seus filmes e shows televisivos.
Após retirar-se da vida artística, Rhonda dedicou-se com afinco à caridade, principalmente em instituições dedicadas a pesquisas sobre o câncer. Casou-se seis vezes, sendo que os quatro primeiros matrimônios terminaram em divórcio e o quinto, com a morte do cônjuge. Seu último casamento data de 2003, com o veterano da Segunda Guerra Mundial Darol Wayne Carlson. Entre seus ex-maridos, estão Lang Jeffries, ator canadense que fez carreira no cinema inglês, o produtor-roteirista-diretor Hall Bartlett e o produtor Ted Mann, estes norte-americanos. De sua primeira união resultou seu único filho, Kent Lane, que atuou como ator na década de 1970.
Rhonda morreu em 14 de outubro de 2020 em Santa Mônica, aos 97 anos.

## Filmografia[1]
| Ano  | Nome original                               | Nome PT/BR                              | Nome PT/PT            | Notas                    |
| ---- | ------------------------------------------- | --------------------------------------- | --------------------- | ------------------------ |
| 1943 | In Old Oklahoma                             | Quando a Mulher Se Atreve               | Fúria Ardente         | Não creditada            |
| 1944 | Since You Went Away                         | Desde Que Partiste                      | Desde Que Tu Partiste | Não creditada            |
| 1944 | When Strangers Marry                        | Uma Estranha Aventura                   |                       | Não creditada            |
| 1945 | Spellbound                                  | Quando Fala o Coração                   | A Casa Encantada      | Com Gregory Peck         |
| 1946 | The Spiral Staircase                        | Silêncio nas Trevas                     | A Escada de Caracol   |                          |
| 1946 | Abilene Town                                | Rua dos Conflitos                       | Alvorada de Fogo      | Com Randolph Scott       |
| 1947 | Out of the Past                             | Fuga do Passado                         |                       | Com Robert Mitchum       |
| 1947 | Adventure Island                            | A Ilha da Maldição                      |                       | Com Rory Calhoun         |
| 1949 | A Connecticut Yankee in King Arthur's Court | Na Corte do Rei Artur                   |                       |                          |
| 1949 | The Great Lover                             | O Gostosão                              | O Grande Tenório      | Com Bob Hope             |
| 1950 | The Eagle and the Hawk                      | A Águia e o Gavião                      | A Águia e o Falcão    |                          |
| 1951 | The Redhead and the Cowboy                  | A Mensagem dos Renegados                |                       | Com Glenn Ford           |
| 1951 | The Last Outpost                            | A Revolta dos Apaches                   |                       | Com Ronald Reagan        |
| 1951 | Cry Danger                                  | Golpe do Destino                        |                       | Com Dick Powell          |
| 1951 | Little Egypt                                | Mercado de Paixões                      |                       |                          |
| 1951 | Crosswinds                                  |                                         |                       |                          |
| 1952 | Hong Kong                                   | Hong Kong                               |                       | Com Ronald Reagan        |
| 1952 | The Golden Hawk                             | O Falcão Dourado                        |                       | Com Sterling Hayden      |
| 1953 | Inferno                                     | Rastros do Inferno                      |                       | Filmado em 3-D           |
| 1953 | Pony Express                                | As Aventuras de Buffalo Bill            |                       |                          |
| 1953 | Those Redheads from Seatlle                 | E as Ruivas Chegaram                    |                       | Filmado em 3-D           |
| 1953 | Tropic Zone                                 | O Carrasco dos Trópicos                 |                       | Com Ronald Reagan        |
| 1953 | Serpent of the Nile                         | A Serpente do Nilo                      |                       |                          |
| 1954 | Jivaro                                      | O Tesouro Perdido do Amazonas           |                       |                          |
| 1954 | Yankee Pasha                                | Escravas do Harém                       |                       | Com Jeff Chandler        |
| 1954 | Cortigiana di Babilonia                     | Rainha da Babilônia                     |                       | Produção ítalo-francesa  |
| 1955 | Tennessee's Partner                         | A Audácia É Minha Lei                   |                       |                          |
| 1956 | Odongo                                      | Odongo, Aventura Africana               |                       |                          |
| 1956 | The Killer Is Loose                         | O Assassino Anda Solto                  | Assassino À Solta     | Com Joseph Cotten        |
| 1956 | While the City Sleeps                       | No Silêncio de uma Cidade               | Cidade nas Trevas     | Com Dana Andrews         |
| 1956 | Slightly Scared                             | O Poder do Ódio                         |                       |                          |
| 1957 | The Buster Keaton Story                     | O Palhaço Que Não Ri                    |                       |                          |
| 1957 | Gun Glory                                   | A Arma de um Bravo                      |                       | Com Stewart Granger      |
| 1957 | Gunfight at the O.K. Corral                 | Sem Lei e Sem Alma                      | Duelo de Fogo         |                          |
| 1958 | Bullwhip                                    | A Vingança Deixa Sua Marca              |                       |                          |
| 1958 | Home Before Dark                            | O Direito de Ser Feliz                  |                       |                          |
| 1959 | The Big Circus                              | O Grande Circo                          |                       | Com Victor Mature        |
| 1959 | Alias Jesse James                           | Valentão É Apelido                      |                       | Com Bob Hope             |
| 1960 | La Rivolta degli Schiavi                    | A Revolta dos Escravos                  |                       | Produção ítalo-espanhola |
| 1960 | The Crowded Sky                             | Céu de Agonia                           |                       |                          |
| 1964 | Pão de Açúcar                               | Pão de Açúcar                           |                       | Coprodução Brasil-EUA    |
| 1965 | Una Moglie Americana                        | Amor À Italiana                         |                       | Produção ítalo-francesa  |
| 1969 | Backtrack!                                  |                                         |                       | TV                       |
| 1975 | Last Hours Before Morning                   | Pouco Antes do Amanhecer                |                       | TV                       |
| 1976 | Won Ton Ton, the Dog Who Saved Hollywood    | Won Ton Ton, O Cão Que Salvou Hollywood |                       |                          |
| 1979 | Love for Rent                               | Sem Esperanças                          |                       | TV                       |
| 1980 | The Nude Bomb                               | A Bomba Que Desnuda                     |                       |                          |
| 1990 | Waiting for the Wind                        |                                         |                       | Curta-metragem           |